# Offenbautunnel

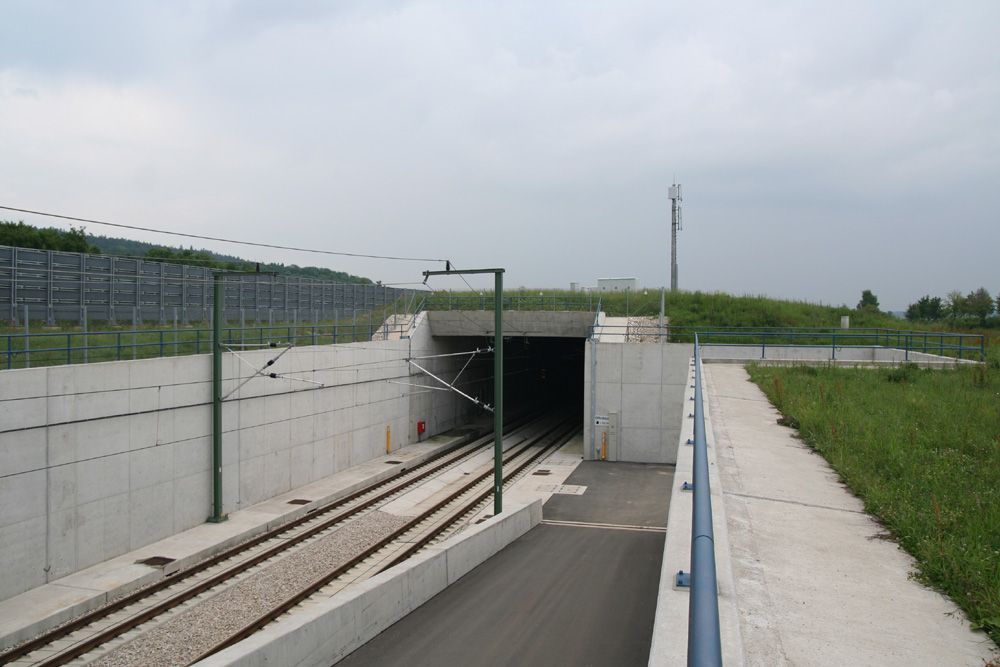
Nordportal des Tunnels

Der Offenbautunnel (auch Tunnel Offenbau) ist ein 1333 Meter langer, einröhriger Eisenbahn-Tunnel der Schnellfahrstrecke Nürnberg–Ingolstadt. Er unterquert zwischen den Streckenkilometern 40,537 und 41,870 den Ortsteil Offenbau der Gemeinde Thalmässing, unmittelbar westlich der parallel verlaufenden A 9. Die Röhre nimmt zwei Gleise in Fester Fahrbahn auf, die planmäßig mit 300 km/h befahren werden können.
Seine Errichtung gilt als eine der aufwändigsten unter den neun Tunneln der Schnellfahrstrecke. Das Auftragsvolumen beläuft sich auf etwa 150 Millionen Euro.

## Verlauf
Im Tunnel fällt die Gradiente der Strecke Richtung Süden um wenige Meter ab. Die Strecke verläuft im Tunnel s-förmig: In Fahrtrichtung München folgt auf eine leichte Linkskurve ein gerades Stück, anschließend eine Rechtskurve. Die Überdeckung liegt zwischen 2,0 und 6,50 m.
An beiden Seiten schließen sich insgesamt 1162,5 Meter lange Trogbauwerke an den Tunnel an.
Südlich der Röhre wurde die Blockstelle Lohen eingerichtet. Deren Vorsignale Richtung Süden liegen unweit des Nordportals, Vorsignalwiederholer Richtung Süden liegen in der Röhre, in der Nähe des Südportals.

### Geologie
Der Tunnel führt durch quartäre Tone und Sande sowie Tone des mittleren und braunen Jura.
Auf einer Länge von rund 1000 m durchfährt der Tunnel quellfähige Tonsteine (Opalinuston).

## Geschichte

### Planung
In der frühen Konzeptionsphase der Strecke Mitte 1985 war vorgesehen, die Strecke nördlich von Offenbau zwischen Mindorf und Weinsfeld von der West- auf die Ostseite der Autobahn zu führen und dort auf Höhe von Offenbau in einen Tunnel zu legen. Etwa Anfang 1989 wurde die bis dahin vorgesehene Führung durch den Hofberg (östlich der Autobahn) aus geologischen Gründen verworfen und eine Führung westlich der Autobahn, über Weinsfeld, Offenbau, Lohnen sowie Klein- und Großhöbing, favorisiert. 1990 war ein etwa 1,3 km langer Tunnel vorgesehen.
Aus technischer Sicht wäre es ausreichend gewesen, die Schnellfahrstrecke im Bereich von Offenbau in einem Einschnitt zu bauen. Für die Untertunnelung entschied man sich aufgrund der ohnehin schon hohen Belastung der Ortschaft durch die bereits am Rande der Ortschaft verlaufende Autobahn. Weitere Optionen, wie die Verlegung der Strecke auf die andere Autobahnseite oder gar eine Umfahrung von Offenbau, wurden im Laufe des Planfeststellungsverfahrens verworfen.
Nachdem in der Frühphase der Planung lediglich der Abriss einer Scheune geplant war, sollten im Zuge der Genehmigungsplanung fünf Häuser abgerissen werden. Am 30. Dezember 1991 besuchten zwei Bundesbahn-Mitarbeiter unangemeldet fünf Offenbauer Familien und verkündigeten, dass ihre Häuser demnächst abgerissen würden. Mehrjährige Verzögerungen bei der Umsiedlung, die von der DB u. a. mit fehlenden Mitteln begründet wurden, waren Gegenstand vielfältiger Kritik. Zusammen mit einem Gebäude bei Lohen waren dies die einzigen Gebäude, die nach dem Planungsstand von 1992 für die Neubaustrecke abgerissen werden sollten.
Der Marktgemeinderat Thalmässing stimmte Mitte Februar 1995 dafür, eine Unternehmensflurbereinigung einzuleiten und 940.000 DM der DB anzunehmen, mit denen Dorferneuerungsmaßnahmen in den beiden betroffenen Ortsteilen Offenbau und Lohen bezuschusst wurden.
Mitte 1993 und Mitte 1994 lag die geplante Länge bei 1350 m. Nach dem Planungsstand von 1999 war der Tunnel bereits mit einer Länge von 1331 m geplant.
Das Bauwerk war Teil des Planfeststellungsabschnitts 41 der Neubaustrecke sowie Teil des Bauloses Nord der Strecke. Im Planfeststellungsbeschluss wurde eine vollständige Einhausung der Neubaustrecke im Bereich der Ortschaft Offenbau ebenso vorgeschrieben wie eine Begrenzung der bauzeitlichen Grundwasserabsenkung.

### Bau
Ursprünglich sollte der Tunnel in offener Bauweise mit abgeböschter Baugrube erstellt werden. Die Bauarbeiten begannen im Herbst 1999. Im April 2000 kam es aufgrund von geologischen Problemen (artesisch gespanntes Grundwasser) zu Sohlhebungen und Böschungsrutschungen. Bereits betonierte Bodenplatten sackten im Herbst desselben Jahres ab. Ein vollständiger Baustopp war die Folge.
Im Zuge der erforderlichen Umplanung wurden fünf verschiedene Bauverfahren untersucht. Der stark eingeschränkte Bauraum zwischen Autobahn und Ortschaft sowie der Termindruck waren neben den geologischen Problemen die zu bewältigenden Schwierigkeiten. Als neues Bauverfahren wurde ein Druckluftvortrieb mit Bohrpfählen und Deckeln sowie einer teilweisen Grundwasserabsenkung gewählt. Dieses gilt als außerordentlich kostenaufwändig und vergleichsweise langwierig, die Erfahrungen der ausführenden Unternehmen, die schnelle Umsetzbarkeit und die nicht zu erwartenden Einsprüche von Anwohnern waren letztlich die ausschlaggebenden Faktoren. Ab Mai 2002 wurde die Wiederaufnahme der Bauarbeiten vorbereitet, die Bauarbeiten erfolgten ab Juni. Der Druckkammervortrieb begann am 12. Mai 2003.
Bis zu zehn Pfahlbohrgeräte setzten etwa 2800 bis zu 30 Meter lange Pfähle mit einer Gesamtlänge von rund 70.000 Metern. Im Tunnelabschnitt wurden rund 2200 Pfähle im Baugrund versenkt, in den nördlichen und südlichen Voreinschnitten insgesamt rund 600. Auf diese Pfähle wurde in Blöcken von 12,50 Meter Länge die 100 bis 120 Zentimeter dicke Tunneldecke betoniert. Diese wurde anschließend mit etwa einem Meter Erde überschüttet, um ein Heben der Decke zu verhindern. Im Druckluftvortrieb wurde anschließend der Tunnelquerschnitt ausgebaggert, das Material auf einer Schmalspurbahn abtransportiert. Der Ausbruchsquerschnitt lag bei etwa 150 m².
Der Einbau der Bohrpfähle nahm 12 Monate in Anspruch, der Druckluftvortrieb lief weitere 12 Monate. Von den 107 Blöcken des Tunnels wurden 7 in offener Bauweise und 100 in geschlossener Deckelbauweise hergestellt. Ein weiteres Jahr waren für Restarbeiten und den Notausstieg in der Tunnelmitte vorzusehen.
Der Überdruck gegenüber der umgebenden Atmosphäre lag bei etwa 0,99 bar, die Ein- und Ausschleuszeit der Arbeiter bei jeweils 48 Minuten. Zum Einsatz kam eine Schleuse mit drei Kammern für Personen, Material (etwa 30 Kubikmeter pro Schleusung) und großes Arbeitsgerät. Alle Arbeiter hatten ihre Drucklufttauglichkeit per Attest nachzuweisen; zusätzlich war eine medizinische Überwachung rund um die Uhr notwendig. Aufgrund der beschränkten Belüftung durften keine Verbrennungsmotoren innerhalb der Kammer eingesetzt werden; nur Elektrofahrzeuge konnten benutzt werden.
Nach der provisorischen Abschottung des Tunnels gegen eindringendes Grundwasser wurde die Druckluft im März 2004 abgelassen und die Beton-Innenschale unter atmosphärischen Bedingungen eingebaut. Der Rohbau wurde im Oktober 2004 abgeschlossen. Laut Angaben der Bahn waren zeitweise bis zu 300 Menschen auf der Baustelle beschäftigt.
Der Tunnel gehörte zum Baulos Nord der Neubaustrecke, mit dem eine Arbeitsgemeinschaft der Unternehmen Bilfinger Berger (München) und Max Bögl (Neumarkt in der Oberpfalz) beauftragt war.

## Sicherheitskonzept

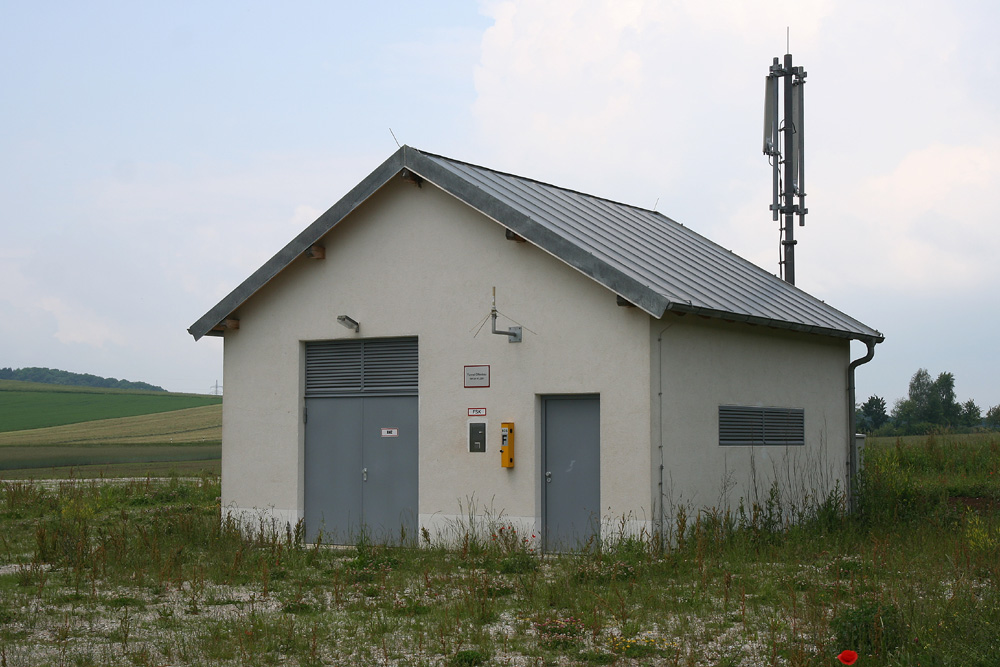
Notausgang des Offenbautunnels

Der Offenbau-Tunnel verfügt über einen Notausgang beim Streckenkilometer 41,324. Ein 22 m langer Verbindungsstollen mündet in einen 13 m tiefen Treppenschacht, der ins Freie führt. An beiden Enden des Tunnels führen westlich Rampen für Straßenfahrzeuge direkt an die Tunnelportale.
Im Bereich des Nordportals verläuft die Bahnstrecke in geringer Entfernung deutlich unterhalb des Niveaus der Autobahn. Hier wurden die Schutzplanken entlang der Autobahn durch drei Meter hohe Stahlplanken – so genannte Ladungs-Abwurfs-Rückhalte-Systeme, LARS – ergänzt, um ein Herunterfallen von Lkw-Ladungsteilen auf die Strecke zu verhindern.
Siehe auch: Sicherheitskonzept der Strecke

## Kosten
Laut Medienberichten stiegen die Kosten infolge der Grundwasserprobleme statt geplanter 16 auf 90 Millionen Euro. 2005 wurde die Investitionssumme mit etwa 150 Millionen Euro angegeben.